# Melissa Borjas
Melissa Paola Borjas Pastrana (nascida em 20 de outubro de 1986) é uma árbitra de futebol hondurenha. Borjas formou-se em finanças pela Universidad Nacional Autónoma de Honduras e é árbitro profissional desde 2011.
Borjas, mais conhecida pela mídia local como Melissa Pastrana, completa 165 cm (5 pés 5 in) de altura e está na Lista de Árbitros Internacionais da FIFA desde 2013.
Em 2015, ela se tornou a primeira hondurenha a arbitrar a Copa do Mundo Feminina da FIFA, quando apitou uma partida entre Japão e Equador.
Borjas foi a primeira árbitra a apitar uma partida da Liga Nacional de Fútbol Profesional de Honduras, a primeira divisão do futebol masculino do país. Borjas então se tornou a primeira oficial feminina a arbitrar uma partida final da Liga Nacional de Fútbol Profissional de Honduras, quando ela apitou a primeira mão da final da primavera de 2019 entre os times locais Olimpia e Motagua em 26 de maio de 2019.
Em 3 de dezembro de 2018, foi anunciado que Borjas havia sido nomeado árbitro da Copa do Mundo Feminina da FIFA 2019 na França. Após a conclusão das oitavas de final, a FIFA anunciou que Borjas foi escolhido como um dos 11 árbitros que seriam designados para as partidas das 8 partidas finais do torneio.
Duas participações olímpicas para ela: ela foi apenas quatro oficial no Rio 2016, mas em Tóquio 2020 ela arbitrou 3 partidas com também a semifinal Suécia-Austrália 1-0.
Em 9 de janeiro de 2023, a FIFA a nomeou para a arbitragem da Copa do Mundo Feminina da FIFA 2023 na Austrália e na Nova Zelândia.